# Special Beat Service
Special Beat Service är det tredje studioalbumet med den brittiska skagruppen The Beat (i USA: "The English Beat"). Albumet lanserades 1982 av skivbolaget Go Feet Records (I.R.S. Records i USA) och klättrade till nummer 21 på UK Albums Chart och nummer 39 på Billboard 200.
En instrumentalversion av sången "Rotating Head" var tidigare utgiven som b-side på singeln "Jeanette" under namnet "March of the Swivelheads". Låten finns med i slutskedet av filmen DeFerris Bueller's Day Off (svenska: Fira med Ferris) från 1986.

## Cover-versioner
- Pete Townsend spelade in en version av "Save It for Later" 1985 till albumet White City: A Novel. Albumet utgavs 2006.
- Harvey Danger, ett rockband från Seattle, USA, spelade in en cover på samma låt till soundtracket till filmen 200 Cigarettes.

## Låtlista
Alla låtar skrivna av Roger Charlery, Andrew Cox, Everett Morton, David Steele och David Wakeling utan "Pato and Roger a Go Talk" skriven av Chalery, Cox, Morton, Patrick Murray, Steele och Wakeling.

### LP
Sida 1
1. "I Confess"  – 4:34
2. "Jeanette"  – 2:46
3. "Sorry"  – 2:33
4. "Sole Salvation"  – 3:05
5. "Spar Wid Me"  – 4:32
6. "Rotating Head"  – 3:24

Sida 2
1. "Save It for Later"  – 3:34
2. "She's Going"  – 2:10
3. "Pato and Roger a Go Talk"  – 3:19
4. "Sugar and Stress"  – 2:57
5. "End of the Party"  – 3:32
6. "Ackee 1-2-3"  – 3:12

### CD 2012
En 2 CD + DVD-utgåva lanserades juli 2012 och innehåller alternative versioner, live-versioner, bonusspår och ett uppträdande på ITV:s TV-program "O.T.T.".

## Medverkande
The Beat
- Ranking Roger – toasting, sång, percussion
- Dave Wakeling – sång, gitarr
- David Steele – basgitarr, banjo
- Andy Cox – gitarr, mandolin
- Everett Morton – trummor
- Saxa – saxofon
- Wesley Magoogan – klarinett, lyricon, saxofon
- Dave "Blockhead" Wright – keyboard, piano

Bidragande musiker
- Bob Sargeant – marimba
- Marc Fox – percussion
- Jack Emblow – dragspel
- M. Mishra – tabla
- Vince Sullivan – trombon
- Dave Lord – trumpet
- Steve Sidwell – trumpet
- Pato Banton – toasting